# Pollo Campero
Pollo Campero es una cadena de restaurantes de origen guatemalteco especializada en pollo frito. Fue creada en 1971 por un grupo de empresarios liderados por el guatemalteco Juan José Gutiérrez Mayorga.

## Historia
En Guatemala, en 1971, Dionisio Gutiérrez decidió aprovechar la oportunidad de comercializar los productos de las granjas avícolas que su padre, Juan Bautista Gutiérrez, había creado en la década de los años 60. Es así que, junto con varios inversionistas, entre los cuales estaba Francisco Pérez de Antón, quien había hecho experimentos junto con su esposa, Consuelo Gutiérrez, abre el primer restaurante en 1971.
Debido al éxito que tuvo la cadena a nivel nacional, a partir de 1972, inician su expansión internacional, con la apertura de su primer restaurante en El Salvador, que fue el primero en contar con la marca fuera de Guatemala y donde hasta el día de hoy se posiciona como una de las cadenas de restaurantes más fuertes.

### Creación de franquicias
Como parte de una modificación de su modelo de negocio, Pollo Campero comenzó su expansión a través de franquicias en 1994 siendo la primera empresa guatemalteca en crear franquicias, abriendo sus puertas a inversionistas que deseaban establecer restaurantes Campero en otros países. El modelo de negocio consistía en que los inversionistas debían de pagar una cuota inicial por la franquicia y luego realizar pagos periódicos. Estos recibían a cambio asesoría sobre la selección de ubicaciones, diseño, modo de operación, entre otros aspectos.
En el año 2012, Pollo Campero abrió en Guatemala y Costa Rica sucursales llamadas Pollo Granjero, que venden el mismo pollo; pero para llevar, no teniendo servicio de restaurante dentro. El mismo se llama Don Pollo en El Salvador. Pollo Granjero lleva los mismos colores y marca publicitaria que Campero.

### Actualidad
Gracias al crecimiento de sus operaciones, hoy en día tiene presencia en doce países del mundo, Pollo Campero ha llegado a servir a más de setenta millones de clientes anualmente.

## En el mundo

### España

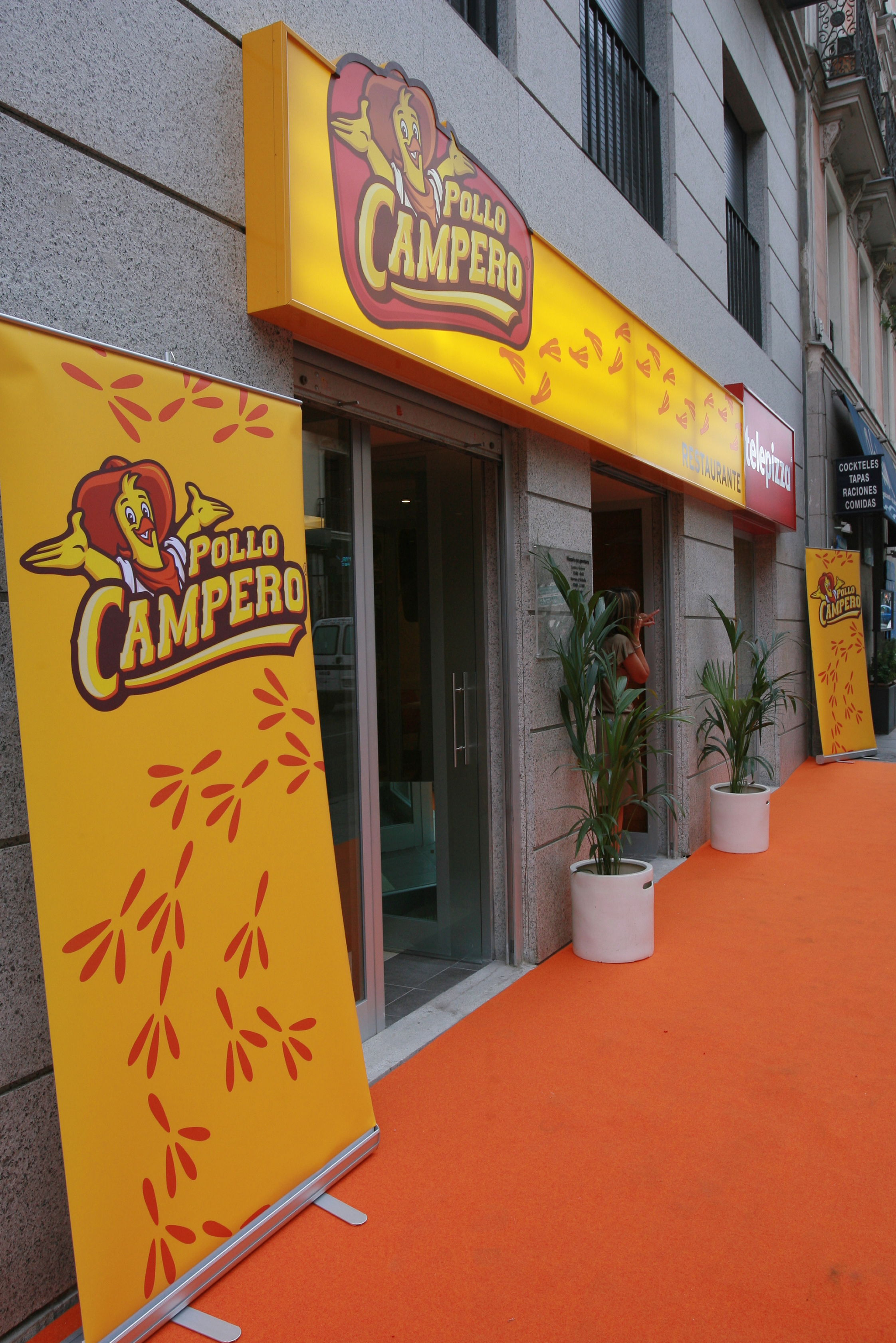
Calle Fuencarral (Madrid). Primer restaurante de la cadena en Europa.

Pollo Campero inauguró su primer restaurante español en la calle Fuencarral, una de las calles más céntricas y comerciales de Madrid. Posteriormente, a finales de febrero de 2007, inauguró el segundo en la plaza de Canalejas hasta alcanzar los veintisiete restaurantes, abiertos en la actualidad.
«El inicio de operaciones de Pollo Campero en España es un avance muy importante en el plan de expansión internacional que nos hemos planteado», indicó el presidente de Pollo Campero, Juan José Gutiérrez Mayorga. «Estamos orgullosos no solo de los logros empresariales que hemos alcanzado, sino porque además, a través de nuestra presencia internacional, estamos poniendo en alto el nombre de Guatemala».
Juan José Gutiérrez concluyó diciendo que en la apertura de este establecimiento ha sido clave la alianza estratégica que se ha construido desde 2001 con Telepizza, cuya franquicia en Centroamérica es manejada por Pollo Campero.
En 2008, Pollo Campero firma una alianza estratégica con la compañía española Eat Out, para llevar a Guatemala y El Salvador la franquicia Pans & Company y recibir apoyo de dicha multinacional europea para el fortalecimiento de Pollo Campero en Europa. En 2009, Guatemala y El Salvador se convierten en los primeros países en Latinoamérica en poseer restaurantes con la franquicia Pans & Company. Actualmente, cuenta con cinco restaurantes de la marca española, en ambos países centroamericanos.

### Indonesia

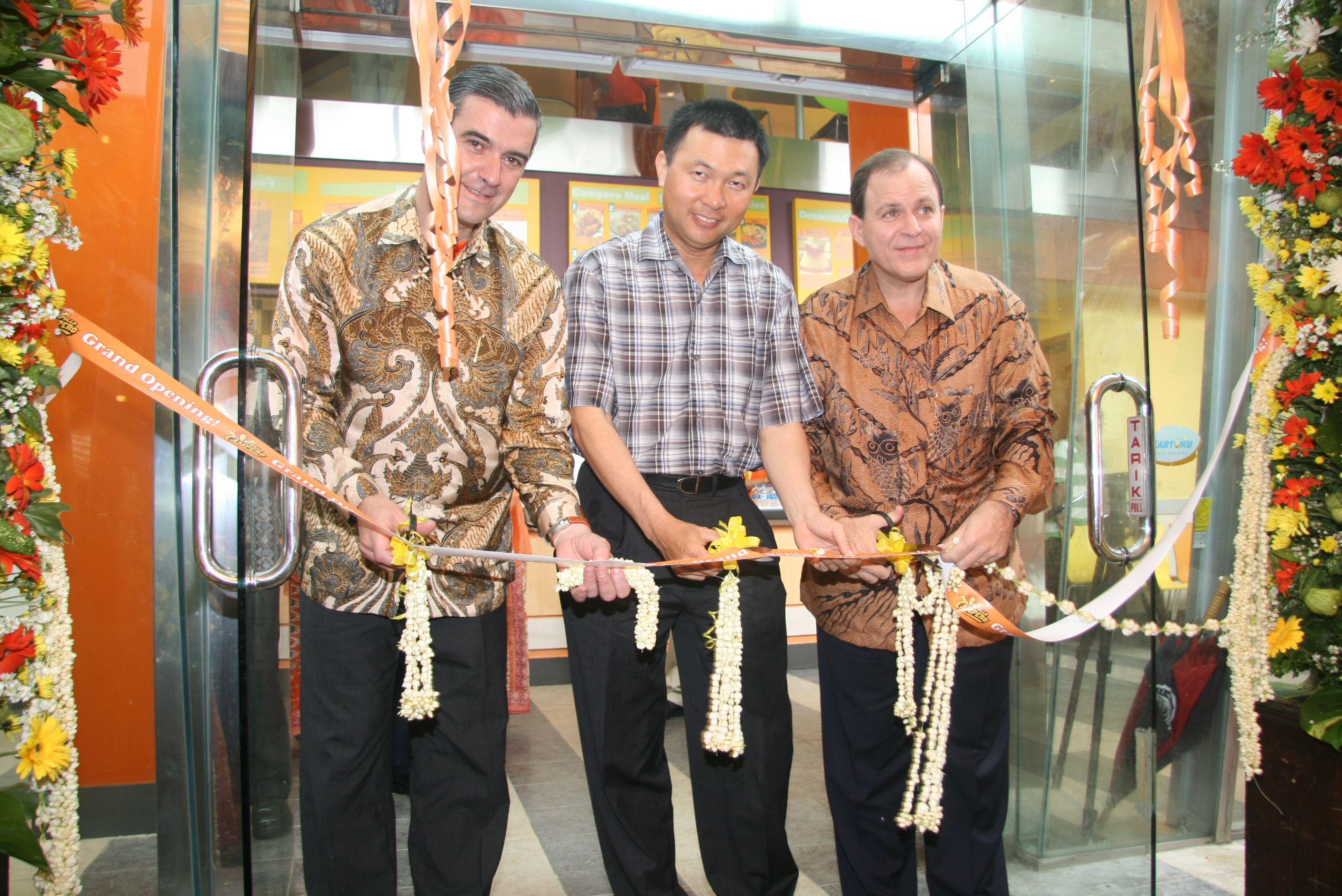
1 de febrero de 2007. Inauguración del restaurante de Yakarta, primer paso de la aventura asiática de Pollo Campero.

Pollo Campero abrió su primer restaurante en Indonesia en la ciudad de Yakarta, la capital del país, el 1 de febrero de 2007. Este se encuentra situado en el corazón financiero de la ciudad, en uno de los edificios más emblemáticos de la ciudad.
La compañía apostó por el régimen de franquicia para este mercado, planeando la apertura de veinticinco restaurantes durante los próximos siete años. Para ello se cuenta con un grupo de socios indonesios y un socio operador con amplia experiencia en este tipo de mercado.

### China

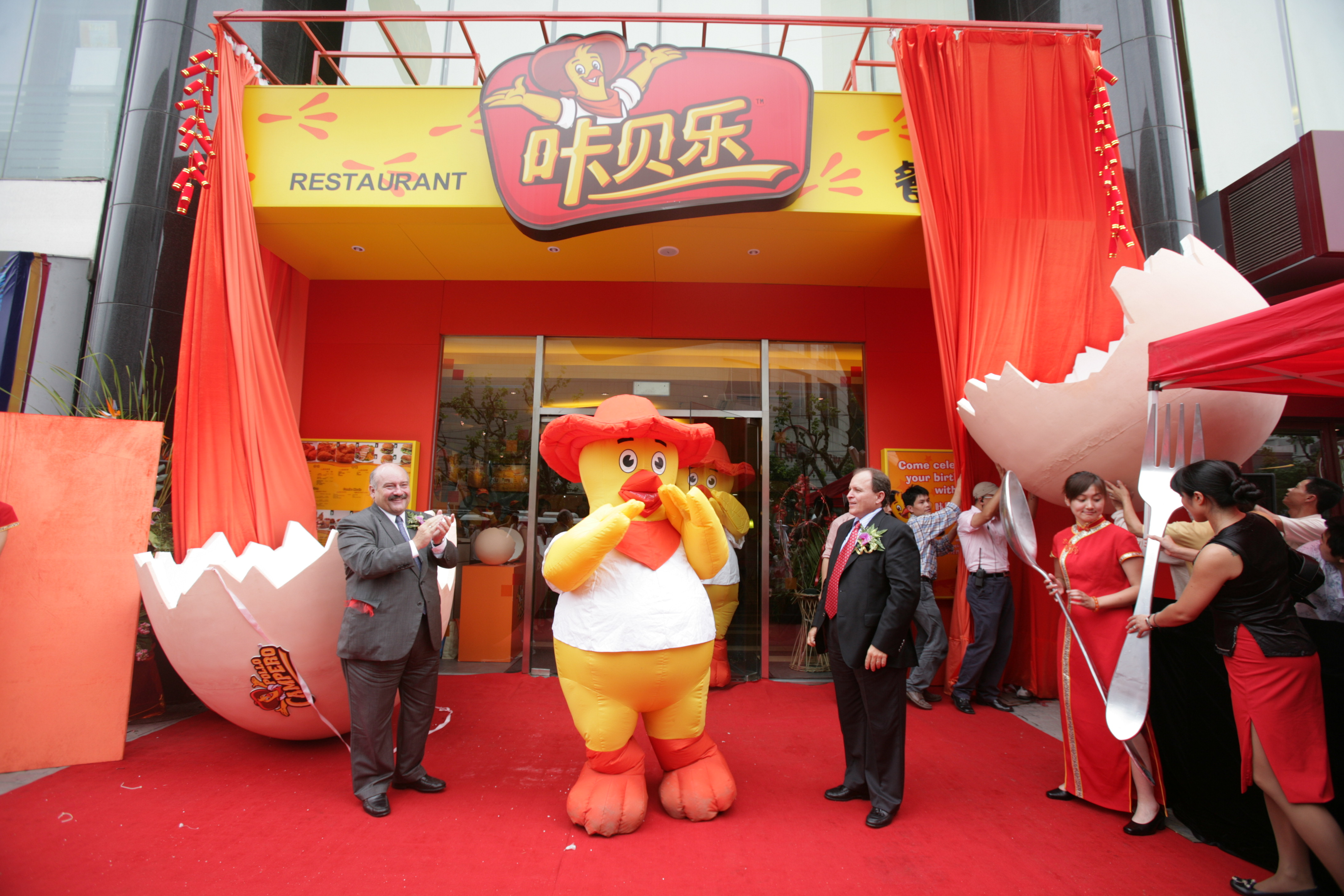
Apertura del restaurante de Shanghái, China.

La incursión de Pollo Campero en China causó mucha expectativa en el mundo internacional de los negocios. 
El 24 de mayo de 2007, finalmente, se inauguró el primer restaurante en Shanghái. A pesar de tener una amplia expectativa, que llegaba al punto de proyectar 500 restaurantes en el mercado chino, la difícil estabilidad y las costumbres hicieron de que la firma no tuviera éxito, causando la apertura de 250 restaurantes en los próximos 13 años.

### Estados Unidos

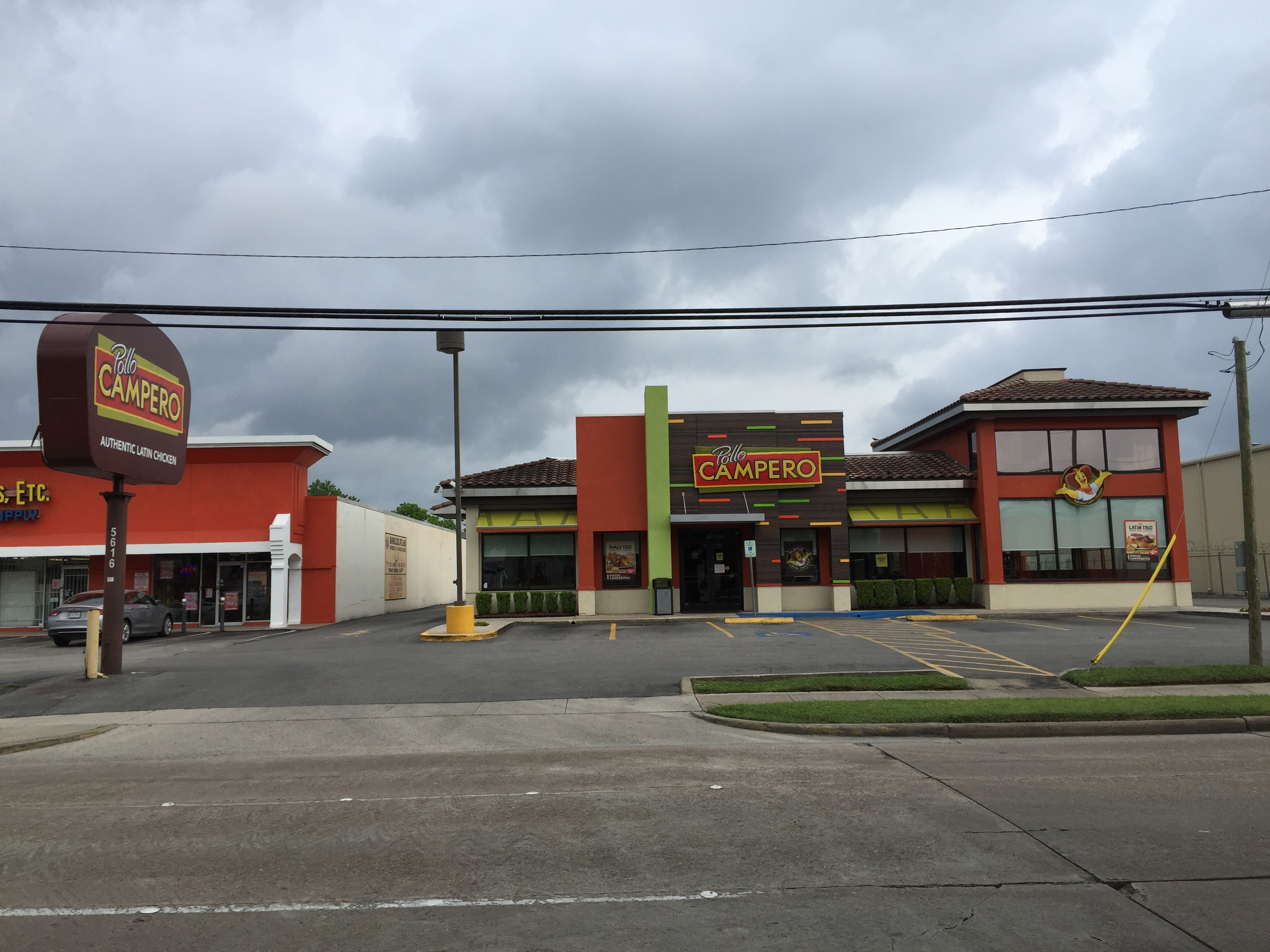
Pollo Campero Bellaire, un restaurante de Pollo Campero en Gulfton, Houston, Texas, Estados Unidos.

Pollo Campero cuenta en la actualidad con más de cincuenta restaurantes en diversos estados (California, Texas, Louisiana, Illinois, Florida, Nueva York, Nueva Jersey, Washington, Maryland, Rhode Island y Virginia).
El potencial de consumidores en los Estados Unidos es enorme debido a la gran cantidad de centroamericanos residentes en ese país. Es por eso que se da la curiosa circunstancia de que Pollo Campero llegó a recibir quejas de las compañías aéreas que volaban de Guatemala y El Salvador a los Estados Unidos por el particular olor de los aviones a pollo frito. El diario estadounidense Washington Post, con motivo de la apertura de Campero en dicho estado, se hizo eco del denominado «mercado de la nostalgia».
Pollo Campero cuenta con el récord de venta en los Estados Unidos, vendiendo con un restaurante 1 millón de dólares en tan solo 36 días. Los directivos de Pollo Campero dicen sentirse orgullosos de pertenecer a la comunidad hispana, la cual ha contribuido mucho al desarrollo de los Estados Unidos.

### México
Actualmente, Pollo Campero en México sólo se encuentra disponible en el estado de Chiapas, frontera principal con Guatemala, en las ciudades de Tapachula, Tuxtla Gutiérrez y San Cristóbal de Las Casas. No existen planes para abrir más restaurantes en otros estados del país por el momento.

### Otros países
Pollo Campero cuenta además con restaurantes en El Salvador, Baréin, Italia, Honduras, Chile, Ecuador, Francia e la India.

## Comercio electrónico
En septiembre de 2020, Campero decide renovar la forma en que se colocaban los pedidos a través de la aplicación para dispositivos móviles. Se renovaron lanzando la aplicación Campero 2.0, en donde se pueden realizar pedidos a través de una forma más ágil. La aplicación permite geolocalizar la ubicación de los usuarios y asignar el pedido al restaurante más cercano, aplicando también una pasarela de pagos renovada e integrada con los restaurantes.

## Galería

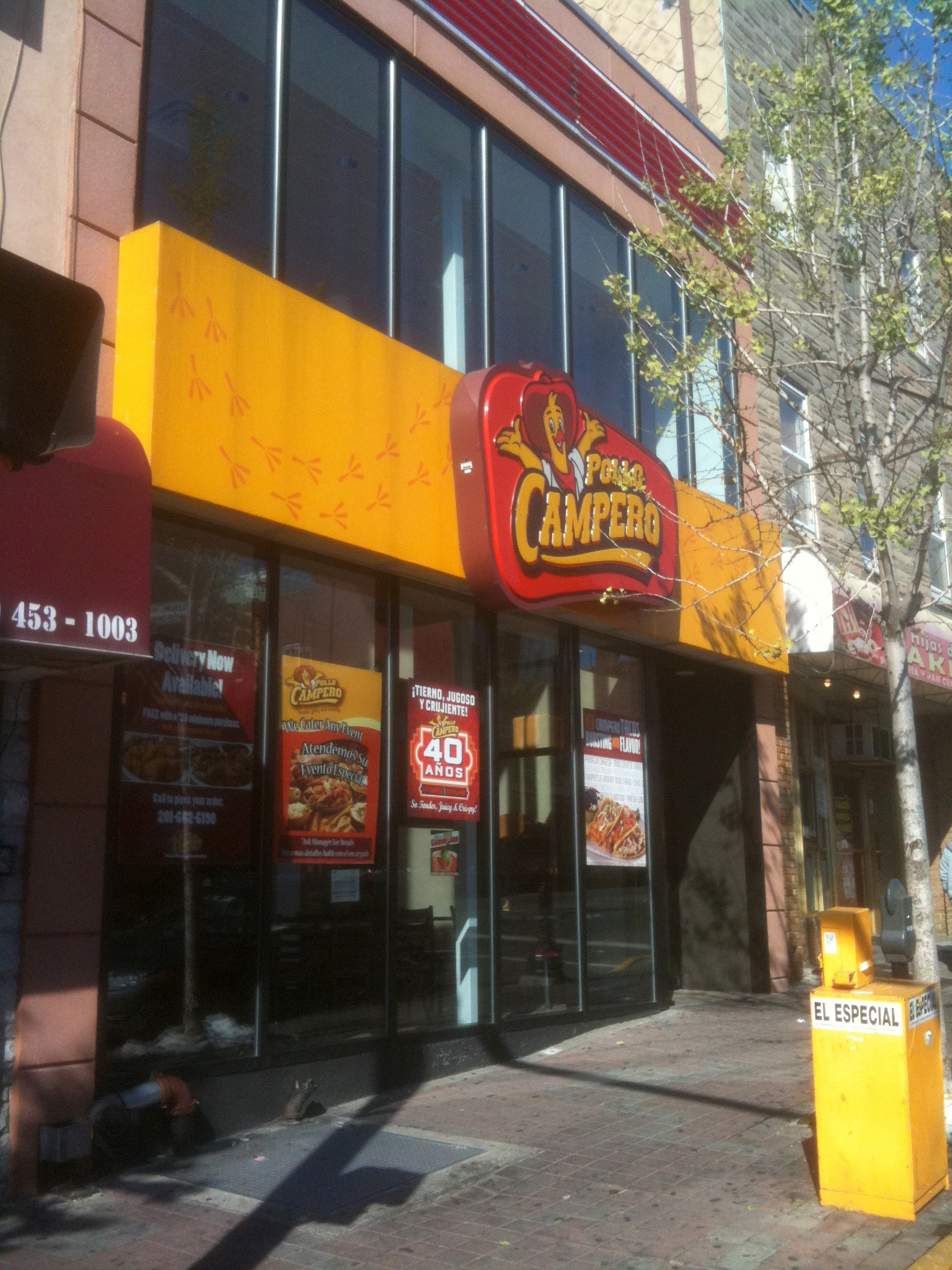
El Pollo Campero en West New York, Nueva Jersey, Estados Unidos
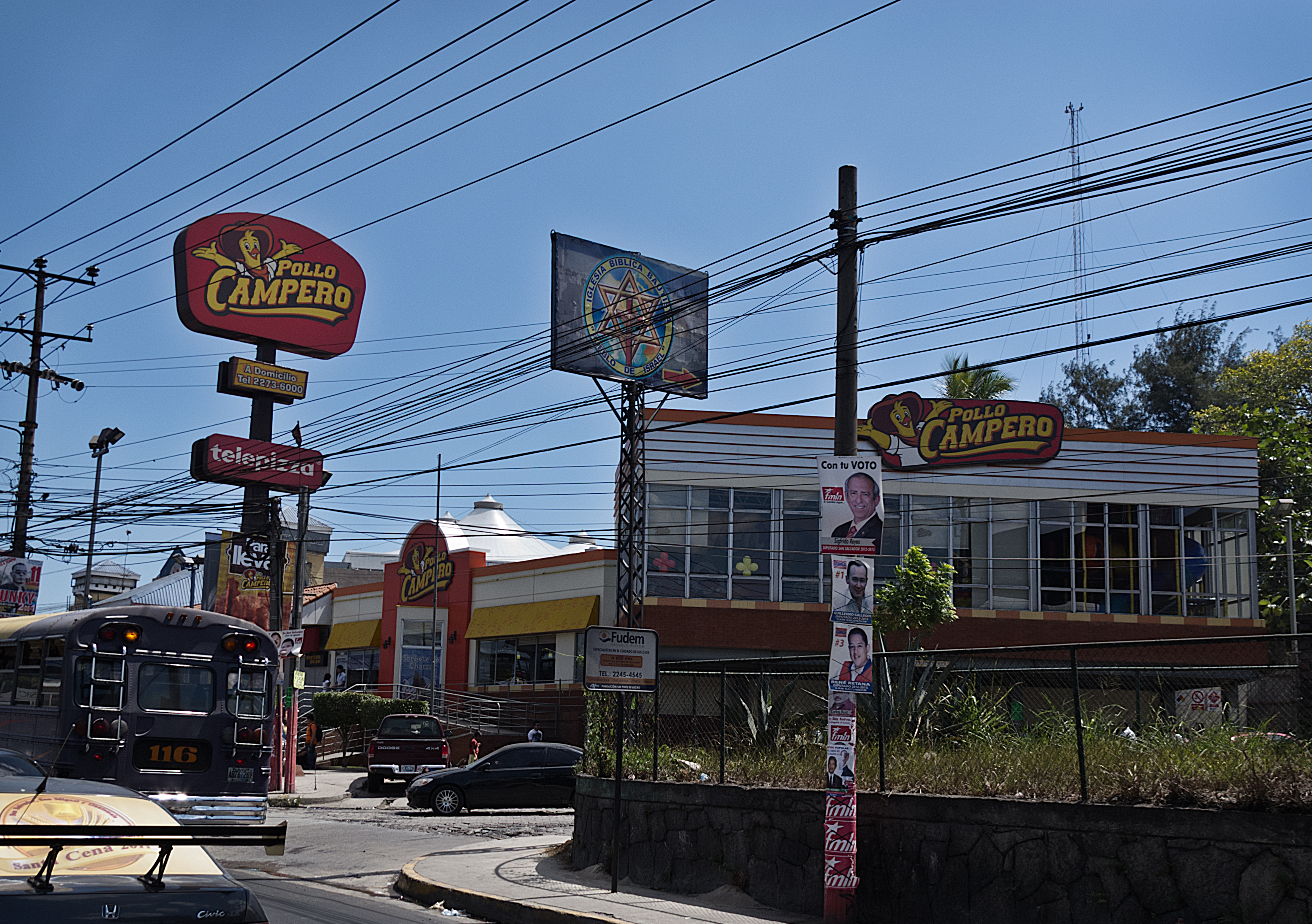
Pollo Campero en Soyapango, El Salvador
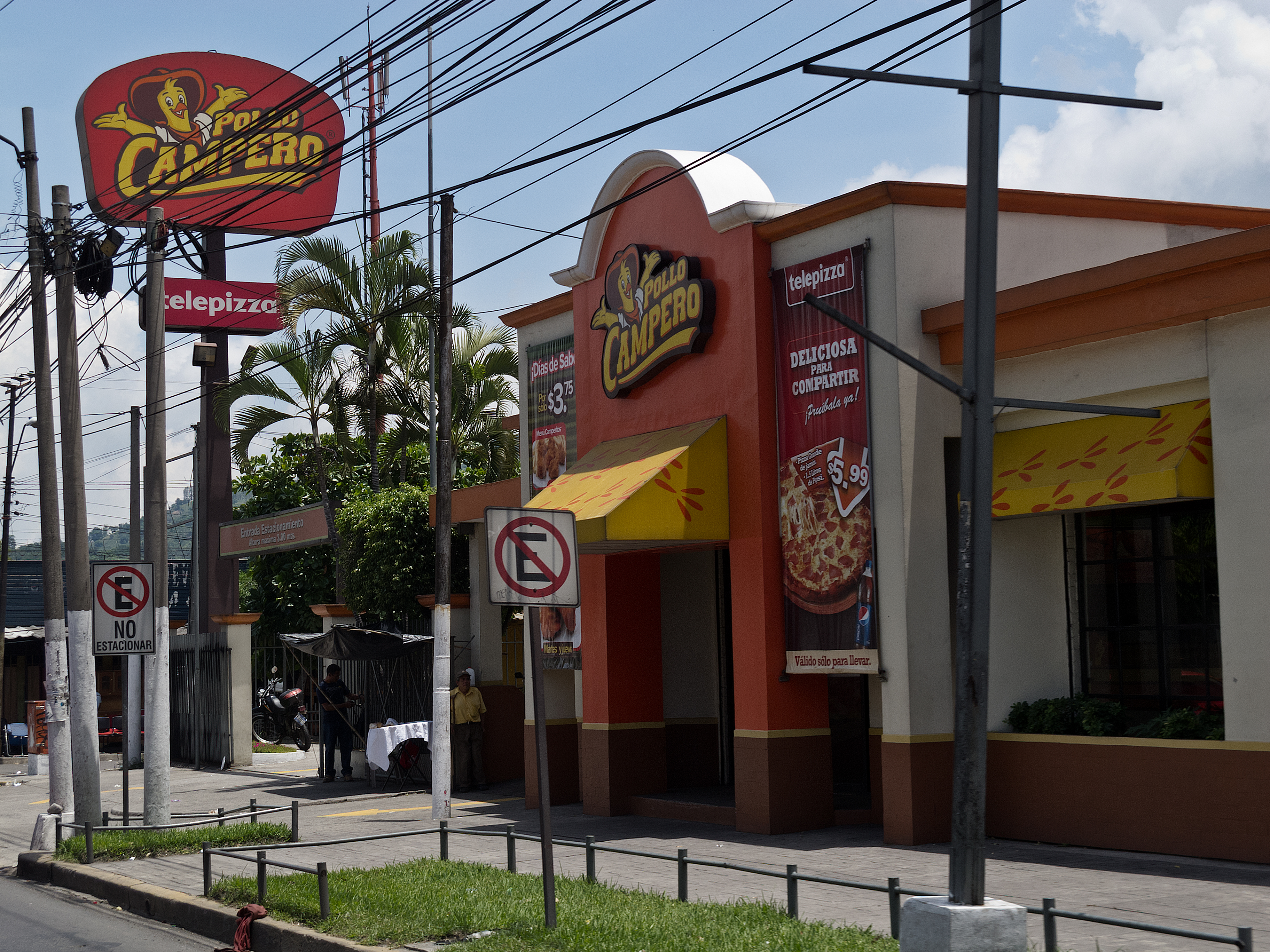
Pollo Campero en San Salvador, El Salvador
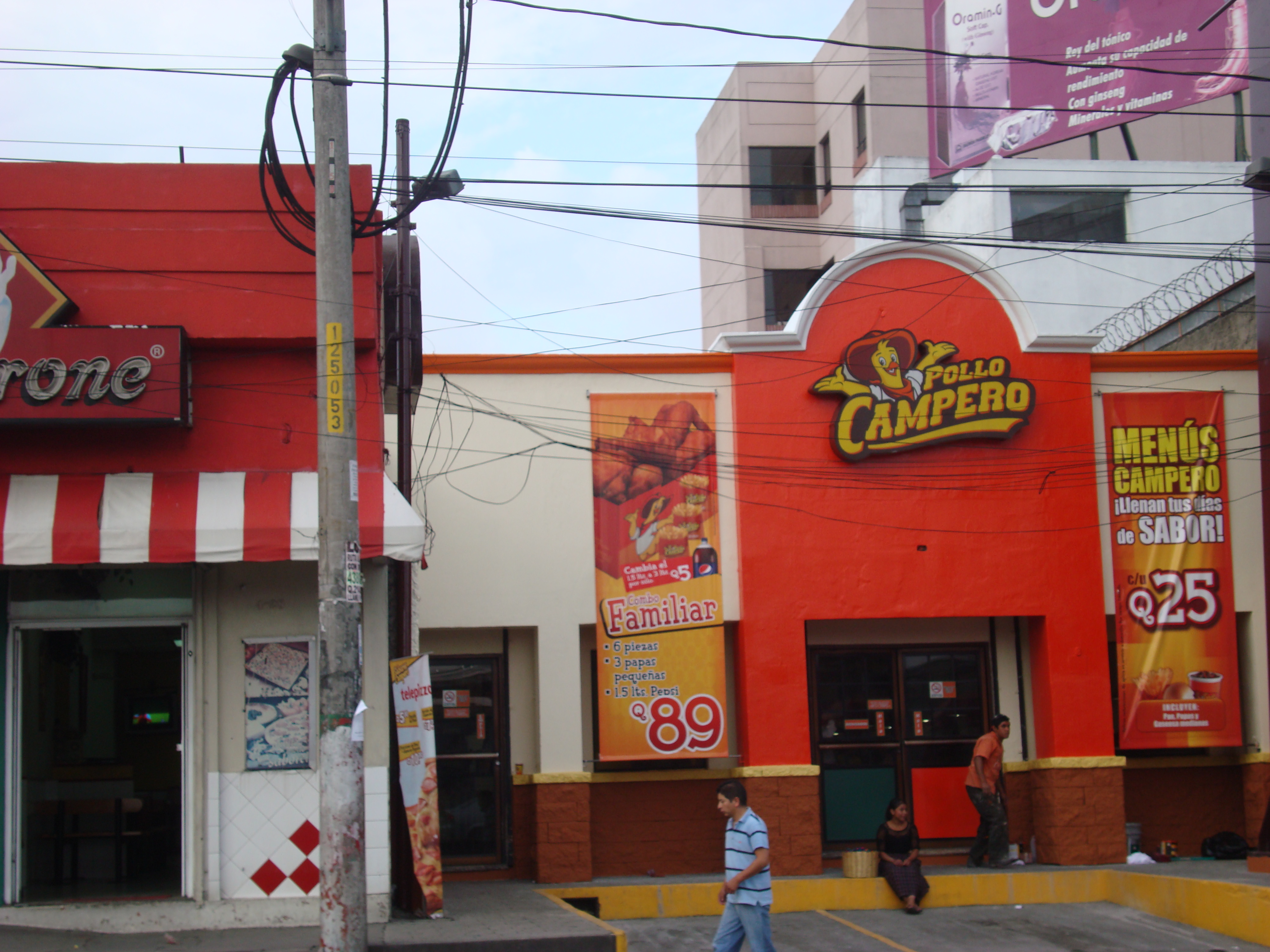
Pollo Campero en Ciudad de Guatemala, Guatemala

## Nota
1. ↑  http://wattagnet.com/IA/14935.html